# Antonio Michavila Vila
Antonio Michavila Vila  (Albalat de Tarongers, 17 de enero de 1887-Valencia, 21 de septiembre de 1967) fue un pedagogo, escritor y periodista que desarrolló una vasta obra en su cargo de Inspector de Enseñanza Primaria de la provincia de Valencia. Sus trabajos han servido de base a investigadores en España y otros países.

## Inicios
Fue el segundo de los cinco hijos del matrimonio formado por Joaquín Michavila Campos y Francisca Vila. Su padre fue maestro nacional de enseñanza primaria y compositor de música sacra. Quizá influido por ello ingresa en la Universidad Pontificia de Valencia siendo propuesto para alumno becario del Colegio Español de Roma. Cursa estudios de Magisterio en la Escuela Normal de Valencia con sobresaliente y obtiene número 1 en las oposiciones para Magisterio   

## Títulos y estudios académicos
Licenciado en Filosofía y Letras y Derecho, Maestro de Grado Superior, Maestro de Grado Normal, Título de Profesor de Educación Física por la Escuela Central Militar de Gimnasia y Educación Física de Toledo, Certificados de Estudios Pedagógicos en varios centros europeos, Estudios de Ciencias y Técnicas Mercantiles, Estudios de Música, especialidad piano, Estudios de Lenguas clásicas, Humanidades y Filosofía en la Universidad Pontifica de Valencia y dominio de varios idiomas europeos.

## Trayectoria profesional, literaria y obra pedagógica
En 1911 es nombrado director del Grupo Escolar Sota y Aznar del Puerto de Sagunto (Valencia), institución educativa vinculada a la Compañía Minera de Sierra Menera . En 1917 obtiene el premio del Ayuntamiento de Lérida en el concurso celebrado por la Unión Mercantil desarrollando el tema “La enseñanza de la Literatura en las escuelas”.  El investigador sobre su vida y obra, José Manuel López Blay, aporta detallada información en su libro  Educar, desde la luz al silencio: es pensionado por la Junta para la Ampliación de Estudios e Investigaciones Científicas para visitar centros educativos de Bélgica, Suiza y Francia; preside la sección 12 de Prensa y Educación en el III Congreso Internacional organizado por la World Federation of Education Asociations de Norteamérica celebrado en Ginebra en 1929; a instancias suyas se crea una Escuela de Cultura Superior y Complementaria y de Orientación Profesional en Artesa de Segre (Lérida); es adscripto al Rectorado de la Universidad de Barcelona, donde dirigió la Residencia de Estudiantes Normalistas; Director del suplemento quincenal encuadernable de El Día Gráfico, Páginas de Pedagogía; el 14 de septiembre de 1931 es nombrado Inspector de Primera Enseñanza de la provincia de Teruel y el 9 de mayo es nombrado Inspector de Castellón, donde creó el Centro de Colaboración Pedagógica de Segorbe.

## Centro de Colaboración Pedagógica de Segorbe (Castellón) durante la segunda república (1933-1936)
El autor José Manuel López Blay le dedica uno de sus trabajos con relación a este centro de colaboración pedagógica cuyo inicio ubica el autor en el último trimestre del curso 1933-1934, coincidiendo con el traslado de don Antonio Michavila a Segorbe.  Los centros de colaboración pedagógica eran instituciones donde se formaba de modo permanente a maestras y maestros republicanos. El de Segorbe fue un centro especialmente activo, dinámico e innovador sin que fuera ajeno a esa realidad el papel desempeñado por Antonio Michavila.

## Repercusión internacional
Su trabajo Apuntes para la historia de la vida social del Reino de Valencia durante la Casa de Aragón, incluido en el III Congreso de la Corona de Aragón, ha servido de fuente a diversos investigadores dentro y fuera de España, siendo catalogado en bibliotecas universitarias españolas y extranjeras, como la British Library Sant Pancras (Reino Unido), Harvard College Library (Estados Unidos), Universidad de California (Los Ángeles), Universidad de California (Santa Bárbara), Universidad de Pensilvania, además de universidades españolas. Es citado en Islam under the crussaders, Latin expansion in the medieval western Mediterranean, The formation of al-Andalus Part-1: History and Society , además de en varios trabajos españoles publicados por la universidad de Valencia, universidad de Salamanca y Consejo Superior de Investigaciones científicas, entre otros. Su trabajo La education et la presse, publicado en 1929 para la Federation universelle des associations pèdagogiques Congrés, se halla catalogado en la BGA (Suiza).

## Títulos honoríficos
Caballero de la Real Orden Civil de Alfonso XII, Director del Centro de Cultura Valenciana, Correspondiente Regional del Museo del Pueblo Español, de Madrid, Miembro de la Nacional Sociedad Geográfica de Washington, socio de honor de varias instituciones culturales y literarias, Delegado del Ministerio en la Exposición Internacional de Barcelona, Premio Nacional de Mutualidades y laureado en varios concursos literarios nacionales.

## Producción literaria y pedagógica
La barraca valenciana. Monografía etnográfica y de Geografía humana, premiada por la Real Sociedad Geográfica. Obra declarada de mérito por el Real Consejo de Instrucción Pública y Bellas Artes. En 1918 esta obra obtiene grandes elogios de la crítica.
La educación estético-literaria. Declarada de mérito por el Real Consejo de Instrucción Pública y Bellas Artes. 
Apuntes para la historia de la vida social del Reino de Valencia durante la Casa de Aragón. Publicada por el III Congreso de la Corona de Aragón y declarada de mérito por el Real Consejo de Instrucción Pública y Bellas Artes. 
Las clases complementarias y las enseñanzas de iniciación profesional.
Cancionero Hispánico. Libro de lecturas poéticas didactizadas para la enseñanza estética del idioma.
Pedagogía del ambiente: Escuela y Familia.
La pedagogía manjoniana: sus fundamentos científicos y filosóficos.
Autor de múltiples ensayos sobre temas pedagógicos publicados en revistas y diarios.
La education et la presse (en francés), publicado en 1929 para la Federation universelle des associations pèdagogiques Congrés.